# Liviu Rebreanu
Liviu Rebreanu (Târlișua, 27 de noviembre de 1885-Valea Mare, Ștefănești, Argeș, 1 de septiembre de 1944) fue un periodista y escritor rumano.

## Biografía
Segundo hijo de los trece que llegaron a tener una maestra y un profesor de orígenes campesinos, estudió en una academia militar y trabajó como teniente segundo para el ejército austro-húngaro en Gyula, pero renunció en 1908 para dedicarse al periodismo y la escritura, para gran desesperación de sus padres. El 1 de noviembre de 1908 apareció su primera publicación en la revista Luceafărul de Sibiu. Pero desde 1910 se estableció en Bucarest, donde permanecerá ya la mayor parte de su vida. Allí trabajó como periodista para Ordinea y luego en Falanga literară şi artistică y se unió a diversos círculos literarios. A petición del gobierno austro-húngaro, fue extraditado en enero de 1910 por sus artículos sediciosos favorables a las reclamaciones rumanas en Transilvania. Encarcelado en Gyula, fue puesto en libertad en agosto y volvió a Bucarest. Entre 1911 y 1912 fue secretario del teatro nacional de Craiova, donde trabajó bajo la dirección del novelista Emil Gârleanu. Se casó con Fanny Rădulescu. 
Su primer libro publicado fue una colección de cuentos bajo el título Frământări [Tormentos], en 1912. Siguieron numerosas novelas de sesgo social. Durante la I Guerra Mundial fue reportero para Adevărul, mientras seguía publicando novelas: Golanii y Mărturisire en 1916, y Răfuială ("Cuentos") en 1919. Después de la guerra se convirtió en un importante colaborador de la sociedad literaria Sburătorul, dirigida por el crítico literario E. Lovinescu, y publicó en 1920 su novela Ion, considerada la primera novela rumana moderna. Por ella recibió el premio de la Academia Rumana, en la que ingresó como miembro en 1939. De 1928 a 1930 dirigió el Teatro Nacional de Bucarest, y desde 1940 hasta 1944 presidió la Sociedad de Escritores Rumanos. Falleció en 1944, a la edad de 59 años, en Valea Mare.
En muchas de sus novelas se dedicó a describir la difícil vida del campesino rumano y su lucha por la posesión de la tierra, aunque también escribió novelas psicológicas y algunas piezas teatrales. Su novela más conocida, Răscoala (La revuelta), de 1932, es una epopeya de las insurrecciones campesinas de 1907. Después de esa fecha, su narrativa describe ambientes urbanos refinados y corruptos; ya su vena narrativa se ha frivolizado y ofrece resultados de mediocre valor.

## Obras

### Relatos
- Framantari (1912)
- Catastrofa [La catástrofe], 1921
- Norocul [La buena suerte], 1921
- Cuibul visurilor [El nido de los sueños], 1927
- Cântecul lebedei [El canto del cisne], 1927
- Ițic Ștrul dezertor (Itsic Stroul, desertor), 1932

### Novelas sociales
- Ion, 1920
- Crăișorul [El reyezuelo], 1929
- Răscoala (La Revuelta), 1932
- Gorila [El gorila], 1938

### Novelas psicológicas
- Pădurea spânzuraților ("El bosque de los ahorcados"), 1922
- Adam și Eva (Adán y Eva), 1925
- Ciuleandra, (nombre de una danza popular rumana) 1927
- Jar, 1934

### Otras novelas
- Amândoi [literalmente, "ambos"], 1940.

### Piezas de teatro
- Cadrilul [La cuadrilla], 1919
- Plicul [El desarrollo], 1923
- Apostolii [Los apóstoles], 1926